# Hispano-arabe (cheval)
Aralusian
Pour les articles homonymes, voir Hispano-arabe.
Vous lisez un « bon article » labellisé en 2015.
L’Hispano-arabe (espagnol : Hispano-árabe), ou Aralusian, est un cheval issu de croisements entre des chevaux de race Pure race espagnole et Arabe.
Ce croisement très ancien dispose de son propre registre en Espagne, ce qui n'est pas le cas dans la plupart des autres pays. L'Hispano-arabe est un cheval athlétique, dont la morphologie varie beaucoup d'un individu à l'autre. Doté d'un tempérament vif, il fait également preuve d'une grande sensibilité. Ces caractéristiques font de lui un cheval polyvalent, plus particulièrement adapté à l'équitation de travail et à la doma vaquera.
Son élevage est surtout concentré en Andalousie. Il est présent dans d'autres régions d'Espagne, ainsi que dans d'autres pays, bien que tous les individus ne soient pas répertoriés sous le nom d'Hispano-arabe.

## Histoire
Le croisement de chevaux ibériques et arabes est ancien. En raison de leur proximité géographique, ces deux races se sont souvent rencontrées au cours des siècles, et ce particulièrement lors des conquêtes arabes sur la péninsule ibérique. Les premières archives faisant l'état d'élevage de chevaux Hispano-arabes en Andalousie remontent au XVIIIe siècle, précisément à 1778. En 1883, l'élevage s'organise avec l'importation de reproducteurs arabes de qualité. Ce cheval est élevé pour être utilisé par les gardiens de bétail, et par l'armée. Il est souvent comparé avec l'Hispano-anglo-arabe, un autre cruzado dit « trois sangs » (tres sangres), qui lui fait concurrence. L'Hispano-anglo-arabe est préféré à l'Hispano-arabe en Espagne durant une bonne partie du XXe siècle, ce qui cause un déclin considérable.
Dans les années 1980, la race a des effectifs réduits et ses reproducteurs sont de mauvaise qualité. L'Hispano-arabe est alors considéré comme « Raza Autóctona en Peligro de Extinción », c'est-à-dire race autochtone en danger d'extinction,. Un registre généalogique est créé en 1986 en Espagne. La Cria caballar, sous l'autorité du ministère de la Défense, est chargée de veiller au développement de la race en 1990. Le cheptel est reconstitué grâce à l'introduction de poulinières Pure race espagnole et Arabe, dont les poulains sont ensuite croisés pour stabiliser les caractéristiques et diversifier les lignées. Le standard de la race est publié en Espagne en 2002, puis modifié en 2005. Depuis 2008, le stud-book espagnol est tenu par l'association des éleveurs, l'Union Española de Ganaderos de Pura Raza Hispano-Árabe (UEGHÁ). L'Hispano-arabe fait partie de la catégorie des chevaux de selle en Espagne. L'abréviation officielle de la race est « H-a ».

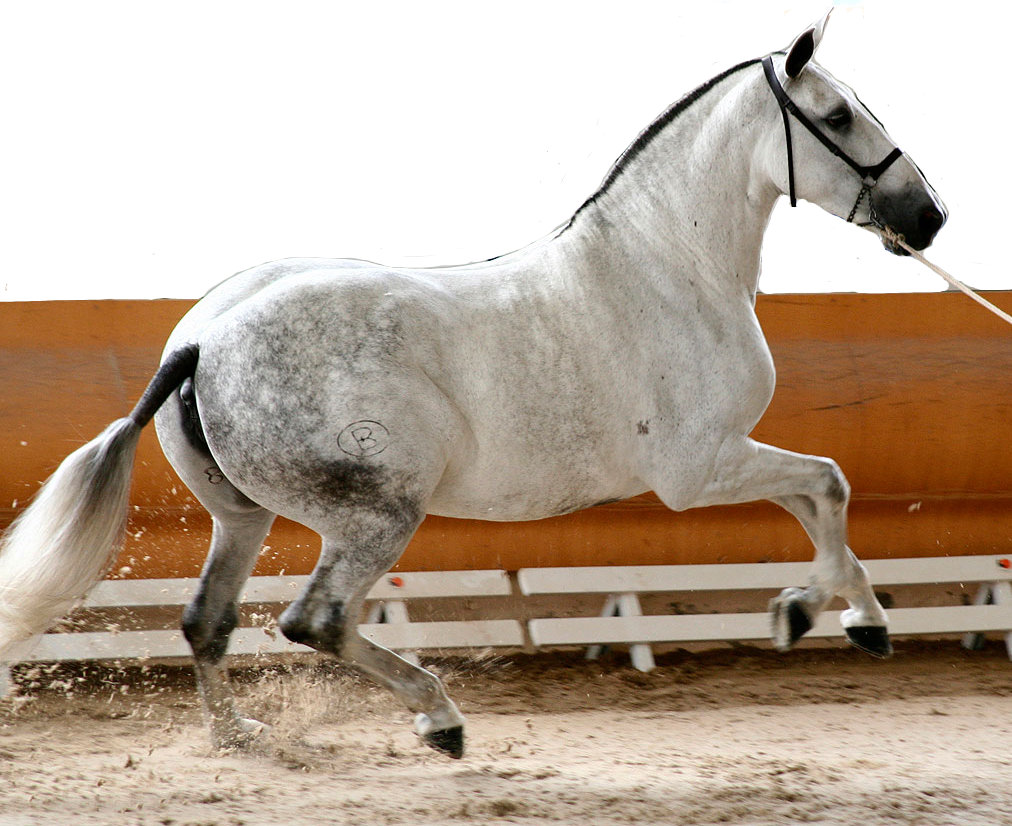
Pure race espagnole
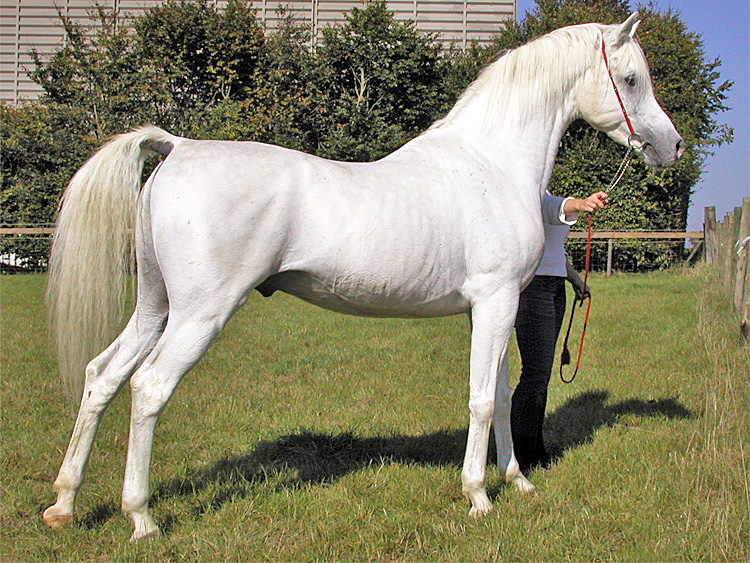
Arabe

## Description

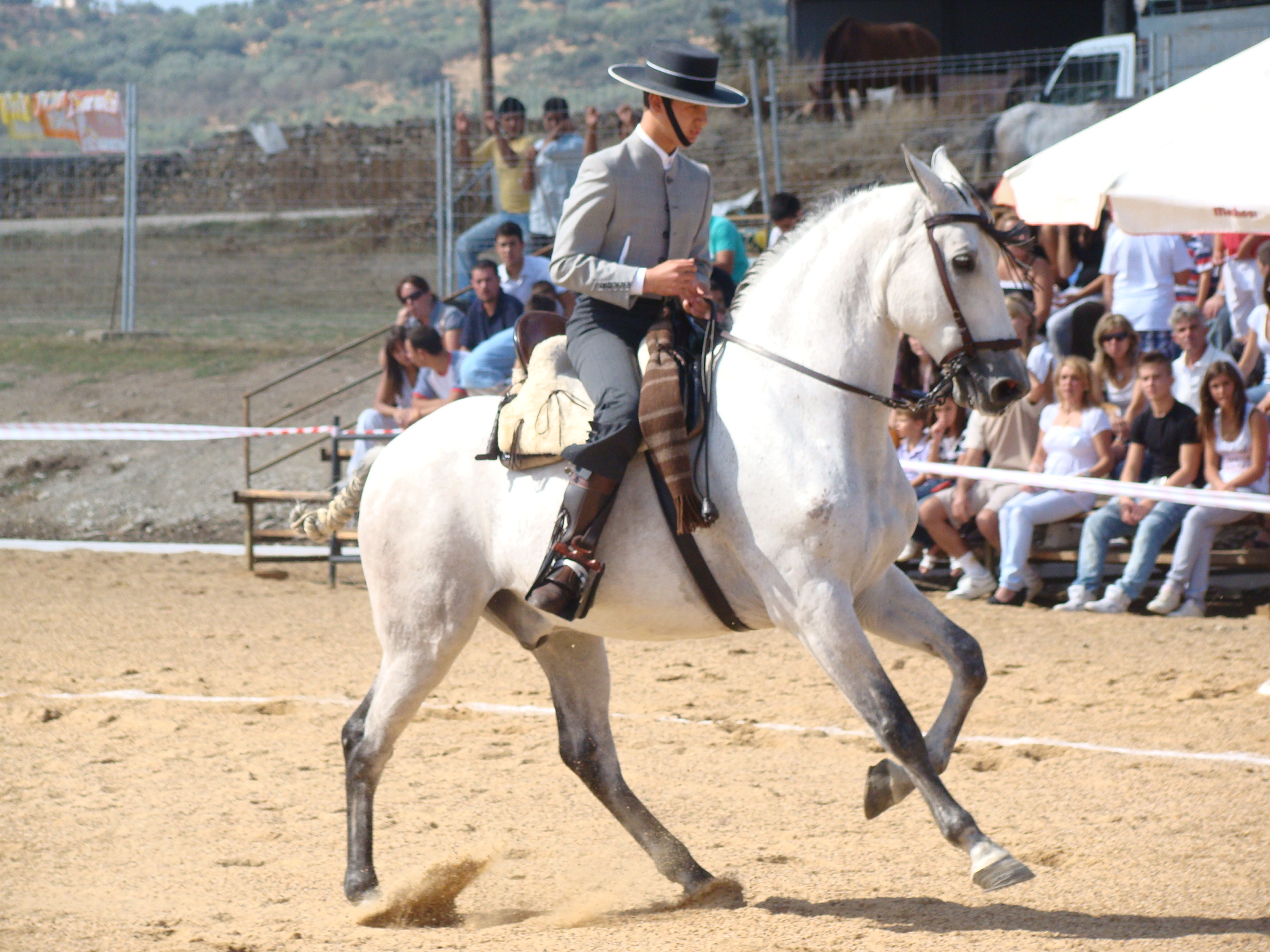
Hispano-arabe monté en Doma vaquera

Selon les données de la base DAD-IS de la FAO, les mâles atteignent en moyenne 1,58 m au garrot pour 450 kg, et les femelles mesurent en moyenne 1,55 m au garrot pour 400 kg. CAB International indique une fourchette de 1,50 m à 1,62 m, et le guide Delachaux donne 1,55 m à 1,58 m.

### Morphologie
L'Hispano-arabe est un cheval bien proportionné et harmonieusement constitué, avec des contours fins et des mouvements légers. En raison de ses origines, il présente une grande variété de morphologies différentes, qui ne constituent cependant pas en soi des raisons de disqualification à l'enregistrement dans le stud-book. 
Sa tête est de taille moyenne, avec une forme pyramidale. Le chanfrein est droit ou légèrement convexe, avec des arcades bien marquées au niveau des yeux. Son encolure est de bonne longueur, plutôt arquée et allongée. Le garrot est saillant et haut, proéminent et plutôt sec. La poitrine est bien profonde et la cage thoracique bien visible. L'avant-bras est long tout comme l'épaule qui est également oblique. Le genou est large et les tendons bien visibles. Le dos, bien incurvé, se termine sur une croupe légèrement oblique. Les reins sont larges, forts et plats. Ses épaules sont longues et inclinées. Les membres sont robustes,, longs et solides.

### Robe
Les robes les plus présentes chez la race sont l'alezan, le bai, le noir et le gris,. Des robes plus atypiques peuvent également être rencontrées.

### Tempérament et allures
Il est d'un tempérament vif et réactif, ce qui n'empêche nullement une grande rusticité. Il possède un bon mental, l'envie de travailler et s'avère d'une grande sensibilité. C'est un cheval doté de sang, d'un fort influx nerveux et de vitesse. Il est souple, rapide et très fin aux aides. Ses allures naturelles le prédisposent à tout le travail rassemblé.

### Sélection
Le registre généalogique est composé de plusieurs sections. Un premier enregistre les naissances, un second définit les reproducteurs, un troisième nommé « auxiliaire » répertorie les chevaux sans origines connues et enfin un dernier registre recense les chevaux ayant passé avec succès les tests morphologiques et fonctionnels. Tout poulain peut être inscrit au registre des naissances si ses deux parents sont des reproducteurs approuvés ou s'il résulte d'un croisement autorisé entre un Pure race espagnole et un cheval arabe. Le pourcentage d'origines arabes est toujours présenté à côté du nom de l'animal,.
La plupart des Hispano-arabes proviennent du croisement entre parents eux-mêmes Hispano-arabes, et non de croisements directs entre le Pure race espagnole et l'Arabe.

## Utilisations
L'Hispano-arabe est adapté à toutes les disciplines équestres selon les prédispositions de l'individu, comme le saut d'obstacles, le dressage, le complet, l'endurance, le TREC et la randonnée équestre.
Il est surtout utilisé et valorisé comme cheval de travail en Espagne. Il est particulièrement adapté à la pratique de la Doma vaquera, discipline dans laquelle il excelle et pour laquelle il a longtemps été sélectionné,,. En endurance, l'Hispano-arabe Ganador s'est notamment illustré aux États-Unis avec sa cavalière Rebecca Howell. Il a également fait l'objet d'utilisations militaires.

## Diffusion de l'élevage
L'Hispano-arabe est cité comme une race d'origine espagnole,, mais il s'agit aussi d'une race transfrontière à diffusion internationale. Il est cependant classé comme une race rare en danger d'extinction en Espagne (données 2022). Son élevage se concentre principalement en Andalousie. Il est également présent dans les régions de Castille-et-León, Castille-La Manche, Catalogne et Estrémadure.
Fin 2010, 5 835 chevaux sont enregistrés au studbook, dont environ 60 % en Andalousie. Le conservatoire national de la race se trouve à la Yeguada militar de Écija, à Séville. Fin 2013, 8 028 hispano-arabes sont enregistrés dans le registre généalogique sur le territoire espagnol, et 111 individus dans le reste du monde. Ce nombre est minoré, car de nombreux individus ne sont pas enregistrés. Le guide Delachaux affirme que les effectifs sont en croissance.
Un registre généalogique existe en Espagne, mais ce n'est pas le cas dans la plupart des pays. Il en existe en Grande-Bretagne et en Allemagne, mais pas en France. Ce croisement est pourtant fréquent dans le sud-ouest du pays (il existe par exemple un élevage dans la vallée d'Ossau), mais les chevaux nés de cette union sont enregistrés soit en origine constatée (OC), soit au registre du demi-sang arabe.
En Australasie, les chevaux Hispano-arabes peuvent être enregistrés auprès de l'Andalusian Horse Association of Australasia. En Grande-Bretagne, ils peuvent l'être auprès de l'association britannique pour la Pura Raza Hispano-Árabe, créée en 2010.

## Dans la culture
La race Hispano-arabe est citée dans L'Ambassadrice, roman de Nathalie de Raguse paru en 1930, et issu de ses correspondances. Elle décrit ces chevaux comme des « fées blanches aux naseaux rosés » qui « partent en flèche, sans toucher le sol de leurs sabots ».